# ビブロス外字
ビブロス外字とは、いなもと印刷（DTPセンタービブロス）が使用していたMacintosh用外字セットである。OCFフォントの時代に普及し、一般的となっていた。ビブロス外字に含まれている文字のうち多くは、既にAdobe-Japan1に含まれている。

## 含まれている文字
- 丸数字 (⓪～㊿、51～100)
- 丸囲み文字 (ⓐ～ⓩ、Ⓐ～Ⓩ)
- 四角囲み数字 (⓪～㊿、51～100)
- 四角囲み文字 (ⓐ～ⓩ、🄰～🅉)
- 丸括弧数字 (⓪～㊿、51～100)
- 丸括弧文字 (⒜～⒵、🄰～🅉)
- 黒丸数字 (⓪～㊿、51～100)
- 黒丸囲み文字 (ⓐ～ⓩ、🅐～🅩)
- 黒四角囲み数字 (⓪～㊿、51～100)
- 黒四角囲み文字 (ⓐ～ⓩ、🄰～🅉)
- 角丸四角囲み数字 (⓪～㊿、51～100)
- 角丸四角囲み文字 (ⓐ～ⓩ、🄰～🅉)
- 点付き数字 (🄀～⒐)
- 数字
- 丸囲いと四角囲い
- 記号・単位など
- カタカナの組文字 (㌰㌢㌔㍋㌐テラ㍍㍈㌘㌧㍑㌍デシベル㌹㌾㌂㍗ビットバイトボー㌃㌶㌅㌳㍄㍎㌈㌉㍀㌎㌭㌦㌣㌡㌵㍆㍒㌷ペセタ㌫㌻)
- カタカナの組文字 縦書 (㌰㌢㌔㍋㌐テラ㍍㍈㌘㌧㍑㌍デシベル㌹㌾㌂㍗ビットバイトボー㌃㌶㌅㌳㍄㍎㌈㌉㍀㌎㌭㌦㌣㌡㌵㍆㍒㌷ペセタ㌫㌻)
- 丸括弧囲み漢字 (㈱㈲㈾㈴、(相)、㈳㈶㈻、(宗)、(医)、㈿、(共)、㈵㈼㈸㈽、(機)、(本)、(支)、(営)、(事)、(販)、(研)、㉂㉃、(普)、㈹㈺㉁㈷㉀㈰㈪㈫㈬㈭㈮㈯)
- 丸括弧囲い
- 漢字の組文字 (㍿㍿有限会社有限会社財団法人財団法人学校法人学校法人宗教法人宗教法人)
- 四角囲み漢字 (㊞)
- 丸囲み漢字 (㊞㊙、◯営、㉄、◯円、控、◯当、㋱㊡㊗、◯祭、㊊㊋㊌㊍㊎㊏㊐)
- 四角囲み漢字 (㊊㊋㊌㊍㊎㊏㊐)
- 黒丸囲み漢字 (㊊㊋㊌㊍㊎㊏㊐)
- 黒四角囲み漢字 (㊊㊋㊌㊍㊎㊏㊐)
- 約物
- 漢字
- 丸括弧囲い漢数字 ((〇)～㈩)

## 収録フォント
- DTPセンタービブロス
  - Biblos Font - モリサワ製書体向けの外字フォント[1]。販売終了[2]。
- ダイナコムウェア
  - DynaFont ビブロス記号外字1800[3] - DynaFont製書体向けの外字フォント。販売終了[4]
  - DynaFont 人名記号外字[5] - DynaFont製書体向けの外字フォント。
- イースト
  - 記号外字1800[6] - MS 明朝及びMS ゴシック向けの外字フォント。